# Carapelle (Italia)
Carapelle (Carapell) [kərəˈpɛllə] in dialetto foggiano) è un comune italiano di 6 858 abitanti della provincia di Foggia in Puglia.

## Geografia fisica
Carapelle sorge lungo le rive dell'omonimo fiume, nel tavoliere delle Puglie. Confina a nord con Foggia, a sud-ovest con Ordona e a sud-est con Orta Nova. Assieme ad Orta Nova, Ordona, Stornara, Stornarella fa parte dei cinque reali siti.

## Storia
L'origine di Carapelle è stata fatta risalire al 1774 nell'ambito della bonifica della zona voluta da Ferdinando IV di Borbone che portò alla fondazione di altri quattro borghi, che insieme a Carapelle presero il nome di cinque reali siti.
Il 1º febbraio 1958 il paese ottenne l'autonomia amministrativa dal comune di Orta Nova del quale fino ad allora era frazione. Negli anni ottanta conobbe il suo periodo di boom demografico ed economico, dovuto alla relativa vicinanza da Foggia e ad un più favorevole mercato immobiliare.

### Simboli
Lo stemma e il gonfalone sono stati concessi con decreto del presidente della Repubblica del 29 gennaio 1964.
Il gonfalone è un drappo partito di azzurro e di rosso.

## Società

### Evoluzione demografica
Abitanti censiti

### Etnie e minoranze straniere
Secondo i dati ISTAT al 31 dicembre 2010 la popolazione straniera residente era di 627 persone. Le nazionalità maggiormente rappresentate in base alla loro percentuale sul totale della popolazione residente erano:
- Romania 183 2,80%
- Albania 125 1,92%
- Marocco 85 1,30%
- Polonia 70 1,07%
- Ucraina 65 1,00%

## Cultura

### Televisione
Dal 20 luglio 2018 è sede unica in via Montebello della storica emittente foggiana TeleRadioErre.

### Eventi
- 1º febbraio: Giorno comunale
- 2 aprile: San Francesco da Paola.
- Inizio settembre: Sagra del "Grano Arso" approvata dal' UNPLI come sagra di qualità.
- Prima domenica di ottobre: festa in onore della patrona Beata Vergine del Rosario.
- 7 dicembre: Falò dell'Immacolata.

## Economia
L'economia di Carapelle, come quella dei comuni circostanti, è prevalentemente agricola. Le colture più diffuse sono gli ortaggi, in particolare il pomodoro, oltre a grano, vino e il carciofo.

## Amministrazione
Di seguito è presentata una tabella relativa alle amministrazioni che si sono succedute in questo comune.
| Periodo          | Periodo                                              | Primo cittadino         | Partito                                                        | Carica      | Note  |
| ---------------- | ---------------------------------------------------- | ----------------------- | -------------------------------------------------------------- | ----------- | ----- |
| 9 gennaio 1985   | 2 giugno 1990                                        | Pietro Fini             | lista civica                                                   | Sindaco     | [ 8 ] |
| 2 giugno 1990    | 24 aprile 1995                                       | Mario Leonardo Di Paolo | Partito Democratico della Sinistra, Partito Comunista Italiano | Sindaco     | [ 8 ] |
| 24 aprile 1995   | 14 giugno 1999                                       | Angelo Michele Masucci  | p. pop. progressista                                           | Sindaco     | [ 8 ] |
| 14 giugno 1999   | 14 giugno 2004                                       | Remo Clodoveo Capuozzo  | Partito Popolare Italiano                                      | Sindaco     | [ 8 ] |
| 14 giugno 2004   | 29 gennaio 2008                                      | Alfonso Maria Palomba   | lista civica                                                   | Sindaco     | [ 8 ] |
| 29 gennaio 2008  | 15 aprile 2008                                       | Carmela Palumbo         |                                                                | Comm. pref. | [ 8 ] |
| 15 aprile 2008   | 27 maggio 2013                                       | Alfonso Maria Palomba   | lista civica                                                   | Sindaco     | [ 8 ] |
| 27 maggio 2013   | 9 novembre 2017 (dimissioni)                         | Remo Capuozzo           | lista civica: Ricominciamo                                     | Sindaco     | [ 8 ] |
| 1º dicembre 2017 | 10 giugno 2018                                       | Nicolina Miscia         |                                                                | Comm. pref. | [ 8 ] |
| 11 giugno 2018   | 23 aprile 2024 (scioglimento del consiglio comunale) | Umberto Di Michele      | lista civica: Il salto                                         | Sindaco     | [ 8 ] |
| 23 aprile 2024   | 11 giugno 2025                                       | Nicolina Miscia         |                                                                | Comm. pref. |       |
| 11 giugno 2025   |                                                      | Luigi Marasco           | lista civica: Uniti per Carapelle                              | Sindaco     |       |

### Gemellaggi
- Tiraspol
- Banja Luka, dal 2016

## Sport
Calcio
La A.S.D. Polisportiva Carapelle è stata la principale squadra di calcio del paese che ha militato nel campionato regionale di Promozione. Altre squadre minori hanno militato in terza categoria: l'Atletico Carapelle e la Carapellese. Nel 2015, a seguito del fallimento dell'A.S.D. Carapelle, nasce il progetto Sporting Ordona, unione della squadra carapellese con la principale squadra del vicino comune di Ordona. Il club riesce ad ottenere ogni anno le posizioni alte della classifica di Promozione, arrivando addirittura seconda nella stagione 2015-2016, senza mai riuscire a superare i Play-off. Nella stagione 2018-2019 cambia nuovamente denominazione, diventando Sporting Donia, in virtù della fusione effettuata con l'Atletico Orta Nova, squadra di Prima Categoria del comune limitrofo di Orta Nova. Termina la stagione piazzandosi al settimo posto del Girone A, e raggiunge la finale di Coppa Puglia di Promozione, perdendo tuttavia contro il Deghi Calcio.